# Tigoa
Tigoa a vegades també anomenada Tingoa és una població de Salomó, situada a l'illa Rennell i cap de la província de Rennell i Bellona.

## Aeroport
- Rennell/Tingoa Airport

## Població
Aproximadament 170 habitants.

## Educació
- Tupuaki Province Secondary School
- Tupuaki Primary School